# グアヤナエセキバ
グアヤナ・エセキバまたはエセキボ地域（スペイン語: Guayana Esequiba, Essequibo）とは、ガイアナ西部にある地域。エセキボ川以西が該当し、面積は15万9500平方キロメートル。
ガイアナが実効支配しているが、西隣のベネズエラが領有権を主張している。鉱物資源が豊かであるだけでなく、ガイアナにとっては国土面積の7割近くを占めるため、国勢も経済においても深刻な問題である。

## 概要

グアヤナ・エセキバの諸州を左上から時計回りに見る。1. バリマ・ワイニ州 2. ポメローン・スペナーム州 3.エセキボ諸島＝西デメララ州 6.クユニ・マザルニ州 8.ポタロ・シパルニ州 9.アッパー・タクトゥ＝アッパー・エセキボ州

国境をめぐるベネズエラとガイアナの対立は、かつての植民勢力スペイン対オランダ・イギリスの時代に根差し、1899年にはパリ仲裁裁定でイギリスの統治下にあったガイアナ（英領ギアナ）の領土と認められ、ガイアナは独立後もこれをもって最終決着しているとの立場であるが、ベネズエラは仲裁に不正があったとして認めていない。ガイアナが1966年5月26日に独立したことで問題がさらに複雑化し、この領域の帰属についてはガイアナ独立直前の同年2月17日にイギリス、ベネズエラ、そして英領ギアナの3者がジュネーブ協定に調印し、当事者が平和的かつ満足のいく解決策を見つけることで同意した。
ところがベネズエラは外交チャンネルや経済の手段を駆使し軍事行動に訴え、ガイアナが当該地の開発を進めようとすると、それを支持する国家に対し経済制裁をほのめかし圧力をかけてきた。2015年にガイアナ沖で米石油メジャー最大手のエクソンモービルが大規模油田を発見するなど、付近の地域で相次いで油田が確認された。これによりガイアナは2023年に経済成長率が38％に達することが見込まれるほどの経済的な恩恵を受けることとなり、経済的な思惑も働いてベネズエラの態度は硬化した。2015年10月にはベネズエラに着任したばかりのアメリカ合衆国大使ペリー・ホロウェイが1899年の仲裁協定を支持する立場を表明した際には、ベネズエラは二国間問題への干渉であるとしてアメリカ合衆国政府に抗議を行っている。

### 2023年の危機

ベネズエラが主張するグアヤナ・エセキバ州の位置

ベネズエラは1899年仲裁協定の拒否や、当該地域を最終的に自国領とするかといった点を問う、法的拘束力のない国民投票を2023年12月3日実施した。このためガイアナは事前に国際司法裁判所 (ICJ) に対して投票を差し止めるといった暫定的な措置を要請し、ICJはベネズエラに対してこの係争地について現在主流となっている状況の修正を試みるべきではないとした。しかし国民投票は実施され、その結果95％がエセキボ地域の領有に賛成票を投じ、ブラディミール・パドリーノ・ロペス国防相は国営テレビにて国民は見事にやってのけたと述べた一方、ガイアナのイルファーン・アリ大統領は国民に対して何も恐れることはないと呼びかけた。
ガイアナはベネズエラの軍事的脅威に対抗するためアメリカ合衆国との軍事協力を模索している。ICJは2024年春にこの問題での裁判を計画しているが、ベネズエラはこの件に関してICJの管轄権を認めていない。
ベネズエラのニコラス・マドゥロ大統領は12月5日、「グアヤナ・エセキバ州」と名付けた新たな州の創設を指示し、同地域の全住民にベネズエラ国籍を付与する方針を表明した。州の行政官にはアレクシス・ロドリゲス・カベロ少将が指名され、州都は暫定的にボリバル州のトゥメレモに置かれた。同地域を国土に含めた新たな地図を全国の学校と公共施設に配布するとした。「グアヤナエセキバ防衛のための高等弁務団」を創設する「大統領令」にも署名した。さらに国営石油企業PDVSAに対し、エセキボ地域に特化した部門を立ち上げるよう命令。現地の事業の管理に当たるよう指示した。
12月14日、セントビンセント・グレナディーンでガイアナ・ベネズエラ首脳会談が開催され、両国は武力を行使せず平和的な解決を目指す方針で合意した。今後、紛争解決にあたる合同委員会を創設する予定である。しかしICJの管轄権をめぐる立場は両国とも変わらず、またベネズエラが同月5日に布告した法令等は撤回されていない。
2024年4月3日にはベネズエラのマドゥロ大統領が、アメリカ南方軍と中央情報局 (CIA) がエセキボ地域に秘密軍事基地を建設したという情報があると主張し、またエセキボ地域を併合する法案に署名し成立させた。これに対しガイアナ政府は国際法違反と強く反発した。
2025年5月1日にICJはベネズエラに対し、エセキボ地域での2025年ベネズエラ議会選挙の実施を控えるよう要請した。

## 行政区分
当該の地域はガイアナの法律では6つの行政区に分かれている。
1. バリマ＝ワイニ州
2. ポメローン＝スペナーム州
3. エセキボ諸島＝西デメララ州
4. クユニ＝マザルニ州
5. ポタロ＝シパルニ州
6. アッパー・タクトゥ＝アッパー・エセキボ州

6州の合計面積は155,303 km2、合計人口は235,928人（2012年国勢調査）。ただしエセキボ諸島＝西デメララ州、ポタロ＝シパルニ州、アッパー・タクトゥ＝アッパー・エセキボ州の一部はエセキボ川以東にあるため、ベネズエラが主張するグアヤナ・エセキバと完全には重ならない。
この地域を自国領と主張する隣国ベネズエラは、しばしば地図上の「グアヤナ・エセキバ」を線で囲み斜線を引いて、〈復帰すべき地帯〉（スペイン語: Zona en Reclamación）と注書きをしている。またこの地域に隣接するベネズエラのボリバル州ならびにデルタアマクロ州の2州は、エセルボ地域（グアヤナ・エセルバ）をベネズエラの領土として州憲法に規定する。